# Thomas Hitzlsperger
Thomas Hitzlsperger (Munique, 5 de abril de 1982) é um ex-futebolista alemão que atuava como meia. 
Aposentou-se em outubro de 2012, alegando problemas físicos. Seu último clube foi o Everton Football Club. 

## Carreira
Apesar de ter nascido na Alemanha, Hitzlsperger começou sua carreira no Aston Villa, da Inglaterra. Em 2005, transferiu-se para o Stuttgart, onde viveu o grande momento de sua carreira até hoje, atuando em mais de 150 partidas no total.
Após transferir-se para a Lazio, no início de 2010, e não receber muitas oportunidades, disputando seis partidas e marcando um gol durante seu período no clube, acabou se transferindo para o West Ham United, em 5 de junho do mesmo ano. Ao fim da temporada, o West Ham terminou rebaixado, e Hitzlsperger não teve o seu contrato renovado.

## Homossexualidade
Em janeiro de 2014, tornou-se o primeiro jogador de destaque no futebol da Alemanha a admitir publicamente ser gay. "Declaro minha homossexualidade porque desejo que essa questão avance no mundo do esporte profissional", afirmou Hitzlsperger, em uma entrevista ao jornal alemão Die Zeit.